# Nguyễn Phúc Miên Túc
Nguyễn Phúc Miên Túc (còn có âm đọc là Tú) (chữ Hán: 阮福綿宿; 26 tháng 2 năm 1827 - 1 tháng 1 năm 1854), tước phong Ba Xuyên Quận công (巴川郡公), là một hoàng tử con vua Minh Mạng nhà Nguyễn trong lịch sử Việt Nam.

## Tiểu sử
Hoàng tử Miên Túc sinh ngày 1 tháng 2 (âm lịch) năm Đinh Hợi (1827), là con trai thứ 35 của vua Minh Mạng, mẹ là Thất giai Quý nhân Cái Thị Trinh. Hoàng tử là em ruột cùng mẹ với Vĩnh An Công chúa Hòa Thục và Phương Duy Công chúa Vĩnh Gia. Khi còn là hoàng tử, ông là người có học hạnh.
Năm Minh Mạng thứ 21 (1840), ông được phong làm Ba Xuyên Quận công (巴川郡公). Cùng năm đó, vua cho đúc các con thú bằng vàng để ban thưởng cho các hoàng thân anh em, các hoàng tử công và hoàng tử chưa được phong tước. Quận công Miên Túc được ban cho một con hươu bằng vàng nặng 6 lạng 2 đồng cân.
Quận công Miên Túc ban đêm ra ngoài thành chơi bời, bị người quản gia đem việc ấy ra tố giác. Thiệu Trị năm thứ 6 (1846), vua sai bộ Hình xét hỏi thì đều do Phó thượng ty là Trần Văn Bằng tìm đường cầu cạnh, đem con gái quyến rũ quận công làm càn. Vua giận, đòi lại lương 2 năm của Miên Túc, lại sai Cẩm y vệ bắt Văn  Bằng khoá tay áp giải đến trước cửa phủ các hoàng thân, đóng gông 3 tháng, hết hạn, đánh cho 80 côn đỏ, cách chức, phát đi khổ sai.
Năm Tự Đức thứ 7, Quý Sửu, ngày 3 tháng 12 (âm lịch), quận công Miên Túc qua đời mà không có con nối dõi, hưởng dương 27 tuổi, thụy là Lượng Hoà (諒和). Mộ của ông được táng tại Dương Xuân (ngày nay tọa lạc tại phường Thủy Xuân, Huế). Lúc đầu, ông được thờ ở đền Triển Thân, sang năm Hàm Nghi thứ nhất (1884) thì cho hợp thờ ở đền Thân Huân.
Theo Nguyễn Phúc tộc thế phả, phủ thờ của quận công Miên Túc được dựng ở Phú Mỹ (Huế), tức là vua đã cho một tôn thất qua kế tập ở phòng của ông. Phòng Ba Xuyên Quận công được ban cho bộ Mễ (米) để đặt tên cho các con cháu.